# Pedro Ruiz Dana
Pedro Ruiz Dana fue un militar español que gobernó Puerto Rico entre 1888 y 1890.

## Biografía
Ruiz Dana nació en Madrid en 1826. Se unió al ejército en su juventud, adquiriendo cargos de importancia en el mismo. Así, fue nombrado Teniente general. Fue senador por la provincia de Ciudad Real entre 1881 y 1884. En 1885, bajo ese rango de Teniente, fue nombrado gobernador de Puerto Rico en sustitución a Juan Contreras Martínez. Una vez en el gobierno de Puerto Rico, Ruiz Dana estableció ciertas políticas muy criticadas en el archipiélago. Así, promovió, entre otras cosas, el caciquismo, que se había extendido por Puerto Rico y estaba corrompiendo la administración pública desde la época de los gobiernos de la Restauración española. Así, su política fue muy criticada por la prensa liberal que en esos momentos circulaba por Puerto Rico. 
Por otra parte, en cuanto al ámbito educativo, Ruiz Dana pidió a las Juntas Locales de Instrucción que obedecieran los preceptos referentes a la obligatoriedad de la primaria en los colegios y que establecieran sus propias casas-escuelas. Ruiz Dana fue sustituido de su cargo de gobernador en 1890, siendo reemplazado por José Pascual Bonanza.